# Liste der Monuments historiques in Roost-Warendin
Die Liste der Monuments historiques in Roost-Warendin führt die Monuments historiques in der französischen Gemeinde Roost-Warendin auf.

## Liste der Bauwerke
| Bezeichnung                | Beschreibung                  | Standort                | Kennzeichnung | Schutzstatus | Datum | Bild           |
| -------------------------- | ----------------------------- | ----------------------- | ------------- | ------------ | ----- | -------------- |
| Schloss Bernicourt         | Erbaut im 18./19. Jahrhundert | (Lage)                  | PA00107788    | Inscrit      | 1987  | weitere Bilder |
| Fosse n° 9 de l’Escarpelle | Grube                         | Rue des Molettes (Lage) | PA59000152    | Inscrit      | 2009  | weitere Bilder |